# Gigantenbuch
Gigantenbuch oder Buch der Giganten ist die Bezeichnung für eine Schrift, die in mehreren fragmentarisch erhaltenen Handschriften aus dem 1. Jahrhundert v. Chr. oder dem 1. Jahrhundert in aramäischer Sprache überliefert ist. Die Fragmente wurden in verschiedenen Höhlen in Qumran am Toten Meer (Siglen 1Q23, 1Q24 (?) 2Q26, 4Q203, 4Q206 f2-f3, 4Q530, 4Q531, 4Q532, 4Q533, 6Q8) in den 1950er Jahren gefunden.
Der Text erzählt von Riesen (hebräisch Nephilim, griech. Gigantes), die in mythischer Vorzeit auf der Erde lebten. Er bezieht sich auf Gen 6,1–4  und das apokryphe Henochbuch, von dem auch Handschriftenfragmente in Qumran gefunden wurden. Die Anführer der Riesen Ohja, Hahja und Mahwaj träumen von ihrer bevorstehenden Vernichtung und bitten Henoch um Vergebung ihrer Sünden.
Der genaue Inhalt des Textes ist nicht eindeutig rekonstruierbar, da auch die Reihenfolge der erhaltenen Fragmente unklar ist. Die meisten Fragmente befinden sich heute im Rockefeller Museum in Jerusalem, 1Q23 im Jordanischen Museum in Amman.
Von Mani, einem Religionsstifter im 3. Jahrhundert wurde ebenfalls ein Buch der Giganten verfasst, das allerdings nur in wenigen uigurischen, mitteliranischen und turksprachigen Fragmenten erhalten ist. Es basierte im Wesentlichen auf dem Gigantenbuch von Qumran.
Im traditionell Papst Gelasius I. (492–496) zugeschriebenen Decretum Gelasianum, das auch eine Zusammenstellung kanonischer und apokrypher Texte enthält, wird auch ein Liber de Ogia nomine gigante qui post diluvium cum dracone ab hereticis pugnasse perhibetur („Buch über den Riesen Ogias, von dem die Häretiker behaupten, er habe nach der Sintflut mit dem Drachen gekämpft“) genannt, mit dem wahrscheinlich das Gigantenbuch gemeint war.